# Clube 3 de Outubro
O Clube 3 de Outubro foi uma organização política fundada em fevereiro de 1931, no Rio de Janeiro, por pessoas vinculadas ao movimento tenentista, em apoio ao Governo Provisório de Getúlio Vargas.

## Antecedentes
Vitoriosa a Revolução de 1930 e instalado o governo de Getúlio Vargas, logo surgiram atritos entre as forças que o sustentavam. De um lado, colocavam-se os "tenentes", que se auto-intitulavam "revolucionários autênticos"; de outro, os políticos ligados às oligarquias dissidentes que haviam dado apoio à revolução. Nesse ambiente, os principais líderes da facção tenentista decidiram criar uma organização política que sistematizasse as propostas do grupo e unificasse sua atuação.

## História
O Clube 3 de Outubro, assim denominado em homenagem à data do início da Revolução de 1930, defendia em princípio o prolongamento do Governo Provisório e o adiamento da reconstitucionalizacão do país. Sua primeira diretoria foi formada por Pedro Aurélio de Góis Monteiro (presidente), Pedro Ernesto (primeiro vice-presidente), Herculino Cascardo (segundo vice-presidente), Oswaldo Aranha (terceiro vice-presidente), Augusto do Amaral Peixoto (tesoureiro), Themístocles Brandão Cavalcanti (primeiro-secretário) e Hugo Napoleão do Rego (segundo-secretário).
Logo após a sua fundação, em junho de 1931, o general Góis Monteiro renunciou e Pedro Ernesto assumiu seu lugar. Iniciou-se, então, o período de maior prestígio do Clube. Por sua influência, diversos "tenentes" foram nomeados interventores federais nos estados. O próprio Pedro Ernesto, que não era militar, mais era considerado um "tenente civil", assumiu o governo do Distrito Federal.
Seu esboço de programa foi apresentado em fevereiro de 1932, e orientaria a atuação de seus integrantes na vida política brasileira. O documento, além de criticar o federalismo oligárquico vigente na República Velha, defendia: um governo central forte; a intervenção estatal na economia com o objetivo de modernizá-la; a convivência da representação política de base territorial com a representação corporativa, eleita por associações profissionais reconhecidas pelo governo; a instituição de conselhos técnicos de auxílio ao governo; a eliminação do latifúndio mediante tributação ou simples confisco; a nacionalização de várias atividades econômicas, como os transportes, a exploração dos recursos hídricos e minerais, a administração dos portos etc.; a instituição da previdência social e da legislação trabalhista.
Contudo, Vargas contrariou as pretensões do Clube e promulgou o Código Eleitoral, primeiro passo para a reconstitucionalização do país reivindicada pelos "políticos tradicionais". Membros do Clube envolveram-se no empastelamento do Diário Carioca, jornal alinhado às forças constitucionalistas. Esse fato desencadeou uma grande crise política que marcou o início da perda de influência do Clube junto ao governo federal.
Já no mês de julho, quando se realizou sua Convenção Nacional, sua organização já dava sinais nítidos de esvaziamento. Entre julho e outubro, com a deflagração da Revolução Constitucionalista em São Paulo, suas atividades foram quase inteiramente interrompidas. A partir de outubro o Clube ressurgiu, defendendo princípios claramente autoritários e dando mostras de exacerbado nacionalismo e ligações com o integralismo, o que resultou no afastamento da maioria de suas antigas lideranças.
Em julho de 1934, quando da eleição para presidente da República pela Assembleia Nacional Constituinte, o Clube 3 de Outubro patrocinou a candidatura do general Góis Monteiro. Essa candidatura, porém, foi retirada antes da eleição por não ter o apoio desejado.
Em abril de 1935, o Clube 3 de Outubro foi dissolvido por decisão de seus próprios membros.

## Clube 3 de Outubro no Ceará
No dia 21 de fevereiro de 1932, o Clube 3 de Outubro do Ceará elegeu, como seu corpo diretor: o Interventor Federal Carneiro de Mendonça, Capitão Olímpio Falcioniere, Faustino Nascimento, Tenente José Varonil de Albuquerque Lima, Tenente Jeová Mota, Tenente Carlos Cordeiro, Tenente Severino Sombra, João Carvalho de Góis, César Campelo, Vóssio Brígido e Pedro Sampaio. Tomam posse em solenidade presidida pelo Major Juarez Távora no Teatro José de Alencar, em 25 de fevereiro de 1932, com discurso do Tenente João Batista Carvalhedo, futuro comandante das Forças Integralistas.
Em 17 de março de 1932, contra o voto, apenas, do Major João Leal, o jornalista Júlio de Matos Ibiapina é eliminado do Clube 3 de Outubro.